# Анантапур (округ)
Анантапу́р (англ. Anantapur) — округ в индийском штате Андхра-Прадеш. Образован в 1882 году. В 2022 году южная часть округа была выделена в округ Шри Сатья Саи. Административный центр — город Анантапур. Площадь округа — 10 205 км². По данным всеиндийской переписи 2001 года население округа составляло 3 640 478 человек. Уровень грамотности взрослого населения составлял 56,1 %, что выше среднеиндийского уровня (59,5 %). Доля городского населения составляла 25,3 %.

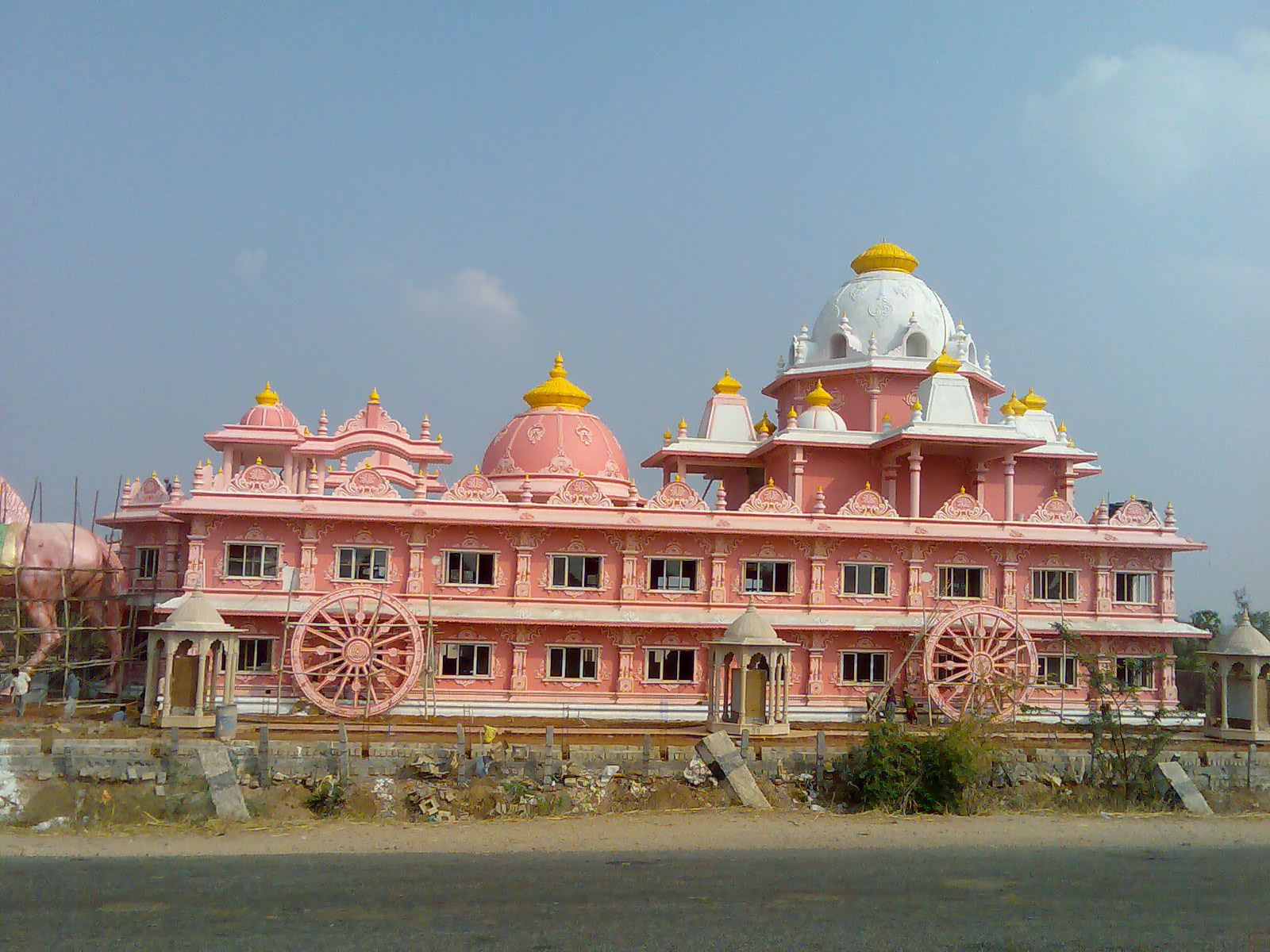
Храм Международного общества сознания Кришны в городе Анантапуре.